# سكوت فارار
سكوت فارار (بالإنجليزية: Scott Farrar)‏ هو فنان أمريكي، ولد في 1950 في الولايات المتحدة.

## وصلات خارجية
- سكوت فارار على موقع IMDb (الإنجليزية)
- سكوت فارار على موقع قاعدة بيانات الفيلم (الإنجليزية)